# Harvey Mansfield
Harvey Claflin Mansfield Jr. (New Haven, Connecticut; 21 de marzo de 1932) es un filósofo político estadounidense, profesor emérito de la cátedra William R. Kenan Jr. en la Universidad Harvard. Fue becario Guggenheim y NEH, miembro del National Humanities Center, y recibió la Medalla Nacional de Humanidades (2004) y la Conferencia Jefferson (2007). Actualmente es senior fellow en la Hoover Institution de la Universidad Stanford. Su obra se caracteriza por un enfoque conservador en teoría política.
Mansfield es autor y co-traductor de estudios sobre pensadores centrales de la filosofía política como Aristóteles, Burke, Maquiavelo, Tocqueville, Hobbes y el gobierno constitucional. Ha reconocido a Leo Strauss como la principal influencia moderna en su pensamiento.
Entre sus antiguos alumnos más notables se encuentran: Charles R. Kesler, Mark Blitz, Tom Cotton, Andrew Sullivan, Alan Keyes, William Kristol,  Clifford Orwin, Paul Cantor, Delba Winthrop, Mark Lilla, Francis Fukuyama, Sharon Krause, Bruno Maçães y Shen Tong.

## Juventud y formación
El padre de Mansfield, Harvey Mansfield Sr., había sido editor de American Political Science Review, y era profesor emérito Ruggles de Derecho Público en la Universidad de Columbia en el momento de su muerte en 1988 a la edad de 83 años. Mansfield ha estado en Harvard desde sus propios días de estudiante en 1949, y fue nombrado profesor en 1962. Recibió su AB en Harvard en 1953, sirvió en el Ejército de los Estados Unidos en Virginia y Francia, y luego recibió su Ph.D. de Harvard 1961.

## Una guía para estudiantes de filosofía política
En su libro de 2001 A Student's Guide to Political Philosophy, Mansfield traza la historia de la filosofía política en "los grandes libros" escritos por Platón, Aristóteles, Locke, Rousseau y otros del "más alto rango" (1). También encuentra la filosofía política en la política práctica, que Mansfield considera necesariamente partidista, porque involucra a los ciudadanos "discutiendo apasionadamente a favor y en contra, entre el elogio y la denigración, la acusación y la defensa" (2). Sostiene que la política no consiste simplemente en opciones liberales y conservadoras, sino opciones que se oponen entre sí, y cada lado defiende su propio interés en su intento de apelar al bien común (2). Dado que las partes adversarias en una disputa política apelan al bien común, un observador de la disputa puede usar su capacidad de razonar para juzgar cuál de las partes proporciona los argumentos más convincentes. Si tal observador es competente para ser juez, se le puede considerar un filósofo político, o al menos aspirante a dedicarse a la filosofía política (2-3).
Mansfield enfatiza la conexión entre la política y la filosofía política, pero no encuentra la filosofía política en la ciencia política, que para Mansfield es un rival de la filosofía política y "simula" las ciencias naturales (3-5). Desde el punto de vista de Mansfield, la ciencia política reemplaza palabras como "bueno", "justo" y "noble" por otras palabras como "utilidad" o "preferencias". Los términos están destinados a ser neutrales, pero como resultado del supuesto cambio de rol y perspectiva del científico político de juez a "observador desinteresado", dicho "científico" no puede determinar qué argumentos son los mejores, porque es víctima del relativismo, que, según Mansfield, es "una especie de dogmatismo vago" (4-5).
En su guía, Mansfield recuerda a los estudiantes que la ciencia política se rebeló de la filosofía política en el siglo XVII y se declaró distinta y separada en el movimiento positivista de finales del siglo XIX: por lo tanto, sostiene que mientras que "hoy en día se dice a menudo que la ciencia política es "descriptiva" o "empírica", preocupada por los hechos; la filosofía política se califica de "normativa" porque expresa valores. Pero estos términos simplemente repiten de forma más abstracta la diferencia entre la ciencia política, que busca el acuerdo, y la filosofía política, que busca lo mejor "(6).
Además, según Mansfield, cuando la gente habla de la diferencia entre filosofía política y ciencia política, en realidad está hablando de dos tipos distintos de filosofía política, una moderna y otra antigua. La única forma de comprender plenamente la ciencia política moderna y su antigua alternativa, subraya, es adentrarse en la historia de la filosofía política y estudiar la tradición transmitida a lo largo de los siglos: "Nadie puede considerarse educado si no tiene algún conocimiento" de esta tradición. La filosofía le informa sobre las principales posibilidades de la vida humana y, al darle una idea de lo que se ha intentado y lo que ahora es dominante, le dice dónde nos encontramos ahora con una profundidad que no está disponible en ninguna otra fuente "(7–8). . Aunque la ciencia política moderna no siente la obligación de mirar sus raíces, e incluso podría denigrarlas como si no pudieran tener ningún significado real, dice, "nuestro razonamiento muestra que la historia de la filosofía política es necesaria para comprender su sustancia". (7-8).

## Posiciones

### Civilización Occidental
En respuesta al multiculturalismo en los campus universitarios, Mansfield ha defendido la importancia de preservar y enseñar cursos sobre la civilización occidental, incluso proponiendo un curso básico que selecciona una docena de libros que contienen los temas principales. Mansfield cree que comprender la civilización occidental es importante porque los libros que la explican tratan problemas asociados con la condición humana.

### Defensa del "ejecutivo fuerte"
Mansfield ha argumentado que el presidente de los Estados Unidos tiene "poderes extralegales como comandar a las fuerzas armadas, hacer tratados (y llevar a cabo la política exterior) y perdonar a los condenados, sin mencionar el veto de la legislación", observando que, en Estados Unidos, la Constitución no le pide al presidente que preste juramento para ejecutar las leyes. Refiriéndose a la vigilancia doméstica, señala Mansfield, "aquellos que argumentan que el ejecutivo debería estar sujeto a controles y equilibrios se equivocan al decir o insinuar que el presidente puede ser controlado en el sentido de detenido. El presidente puede rendir cuentas y responsabilizarse, pero si pudiera ser detenido, la Constitución carecería de cualquier medio seguro de acción de emergencia. Defiende la separación de poderes, argumentando que "el ejecutivo subordinado al imperio de la ley corre el peligro de quedar subordinado al poder legislativo".

### Domando al Príncipe
En su libro Domando al Príncipe, Mansfield rastrea la doctrina moderna del poder ejecutivo hasta Nicolás Maquiavelo. Sostiene que el poder ejecutivo tuvo que ser domesticado para volverse compatible con el constitucionalismo liberal.

### Roles e igualdad de género
En su libro de 2006, Virilidad, Mansfield defendió una comprensión moderadamente conservadora de los roles de género y lamentó la pérdida de la virtud de la virilidad en una sociedad " neutral en cuanto al género". En una entrevista del New York Times, definió brevemente el concepto como "confianza en una situación de riesgo. Un hombre varonil tiene que saber lo que está haciendo". Define la idea en términos más concretos en el libro. Allí, un hombre varonil no tiene que saber lo que está haciendo, solo tiene que actuar como si lo supiera. También en el libro, Mansfield somete el concepto de hombría a una prueba en la que se refiere en apoyo de su argumento a autoridades tan diversas como Homero, Platón, Aristóteles, Rudyard Kipling, Ernest Hemingway y Naomi Wood. En su argumento, la hombría se relaciona en última instancia con la asertividad - "decisión sin conocimiento completo" - y debate su lugar en la sociedad. En una entrevista con Bill Kristol, Mansfield dijo: "Lo que escribí fue una modesta defensa de la hombría. Y el énfasis está en la modestia porque la hombría puede ser tanto mala como buena. No todo el que se arriesga merece que salga bien y, por tanto, creo que la hombría es responsable de muchos males. Se puede decir que los terroristas son varoniles, están dispuestos a arriesgar y dar sus vidas por un principio en el que creen o un punto de vista en el que creen" 
Virilidad fue criticada por Martha Nussbaum en la edición del 22 de junio de 2006 de The New Republic.  Nussbaum acusa a Mansfield de leer mal, o negarse a leer, muchos textos feministas y no feministas. Ella sostiene que su libro se basa en suposiciones misóginas manifiestas que toman una posición de indiferencia hacia la violencia contra la mujer. Mansfield afirma, sostiene, que una mujer puede resistir la violación sólo con la ayuda de "una cierta modestia femenina que le permite ofenderse por una invasión no deseada".
Con respecto a los controvertidos comentarios del expresidente de Harvard, Lawrence Summers, sobre las diferencias mentales entre hombres y mujeres, Mansfield dijo que "probablemente sea cierto" que las mujeres "tienen de forma innata menos capacidad que los hombres en el más alto nivel de la ciencia. . . Es de sentido común si nos fijamos en quiénes son los principales científicos".
En 1993, Mansfield testificó en nombre de la Enmienda 2 de Colorado, que enmendó la constitución estatal para evitar que gais, lesbianas y bisexuales presenten demandas legales de discriminación. En su testimonio, argumentó que ser gay "no es una vida que genere felicidad", que la homosexualidad es "vergonzosa" y que al no poder tener hijos, los homosexuales no son "socialmente responsables". Nussbaum, quien testificó en el mismo juicio contra la Enmienda 2, comentó más tarde que la fuente de Mansfield para su afirmación de que los gais y lesbianas eran infelices no era la investigación de las ciencias sociales contemporáneas, sino los grandes libros de la tradición occidental (Platón, Tocqueville, Rousseau, etc. ).

### Opiniones sobre calificaciones y discriminación positiva
Mansfield ha criticado la inflación de calificaciones en la Universidad de Harvard, que según él se debe en parte a la acción afirmativa. Mansfield también participó en un debate sobre la discriminación positiva entre Cornel West y Michael Sandel (abogando por ella) con Ruth Wisse y él mismo (argumentando en contra). El debate atrajo una "audiencia masiva" de mil estudiantes de Harvard, y requirió que la sede del campus se cambiara dos veces antes de que pudiera tener lugar el 3 de noviembre de 1997 en el Teatro Sanders de Harvard, lo que llevó al profesor Sandel a comentar: "Esto pone fin el mito de que esta generación tiene apatía política y  hacia los debates políticos '".  En 2013, Mansfield, después de escuchar a un decano que "la calificación más frecuente es una A", afirmó que le otorgaba a los estudiantes dos calificaciones: una para su expediente académico y la que él cree que se merecen. Comentó: "No quería que mis alumnos fueran castigados por ser los únicos en sufrir por obtener una calificación precisa".
En respuesta a la inflación de calificaciones, según los reporteros de Harvard Crimson Lulu Zhou y Rebecca D. O'Brien, Mansfield revivió la calificación "irónica" (o "inflada") en 2006, para que sus estudiantes supieran lo que realmente se merecían en su clase sin causarles daño al calificarlos más bajos que los otros profesores de Harvard: "En el sistema de calificación 'verdadero y serio' de Mansfield, el 5 por ciento de los estudiantes recibirán A y el 15 por ciento recibirán A-menos. Pero Mansfield no compartirá esas calificaciones con nadie más que con sus compañeros de enseñanza y estudiantes. . . . Por el contrario, la calificación 'irónica' de Mansfield, la única que aparecerá en las transcripciones oficiales, seguirá la distribución de calificaciones promedio en la universidad, con aproximadamente una cuarta parte de los estudiantes recibiendo A y otra cuarta parte recibiendo A-menos". Por el contrario, sus merecidas calificaciones "reales" (inferiores) generalmente se centraban en una C o C-menos, lo que le valió el apodo de "Harvey C-menos Mansfield". "Esta política [de calificaciones], destinada a demostrar las causas y los efectos de la inflación de las calificaciones, atrajo la atención de estudiantes y profesores, y de los medios nacionales". El propio Mansfield ha bromeado diciendo que su inicial del segundo nombre "C". significa compasión: "Eso es lo que me falta cuando se trata de calificar". En una entrevista con la Hoover Institution, Mansfield afirmó que los profesores universitarios se apresuran a etiquetar a los estudiantes como excepcionales.

## Conferencia Jefferson
El 8 de mayo de 2007, Harvey C. Mansfield pronunció la 36.ª Conferencia Jefferson, considerada la distinción más alta otorgada por el gobierno federal de EE. UU. por aportes sobresalientes en humanidades. En su intervención, propuso dos rectificaciones fundamentales a la teoría política contemporánea desde una perspectiva humanística: la reintroducción del concepto de thumos en la antropología política platónica y aristotélica, y la reivindicación del uso de nombres propios —característico de la literatura e inusual en la ciencia— como portadores de sentido político. Esta postura se enmarca en su rechazo al presentismo y su defensa de la validez epistemológica de la tradición.

## Libros
- Estadística y gobierno del partido: un estudio de Burke y Bolingbroke . Chicago : University of Chicago Press, 1965.
- El espíritu del liberalismo . Cambridge : Harvard University Press, 1978.
- Nuevos modos y órdenes de Maquiavelo : un estudio de los discursos sobre Livio . Ithaca : Cornell University Press, 1979. Rpt. Chicago : University of Chicago Press, 2001.
- Thomas Jefferson : Escritos seleccionados . Ed. e introd. Wheeling, IL : H. Davidson, 1979.
- Cartas seleccionadas de Edmund Burke . Ed. con introd. titulado "Teoría de la práctica política de Burke". Chicago : University of Chicago Press, 1984.
- El Príncipe, de Niccolò Machiavelli . Trans. e introd. 2.ª (corr.) Ed. 1985; Chicago : University of Chicago Press, 1998. (Inc. glosario. )
- Historias florentinas, de Niccolò Machiavelli . Ed., Trad. e introd. Princeton : Princeton University Press, 1988. (Co-trad. Y mixto, Laura F. Banfield. )
- Domando al príncipe: la ambivalencia del poder ejecutivo moderno . Nueva York : The Free Press, 1989.
- Alma constitucional de Estados Unidos . Baltimore : Prensa de la Universidad Johns Hopkins, 1991.
- Virtud de Maquiavelo . Chicago : University of Chicago Press, 1996.
- Discursos sobre Livio, de Niccolò Machiavelli . Trans. e introd. Chicago : University of Chicago Press, 1996. (Co-trans., Nathan Tarcov. )
- Democracy in America, de Alexis de Tocqueville . Trans. e introd. Chicago : University of Chicago Press, 2000. (Co-trans., Delba Winthrop. )
- Una guía para estudiantes de filosofía política . Wilmington, DE : ISI Books, 2001.
- Hombría . New Haven : Prensa de la Universidad de Yale, 2006.
- Tocqueville : una introducción muy breve . Nueva York y Oxford : Oxford University Press, 2010.